# Јусра Мардини
Јусра Мардини (енгл. Yusra Mardini, арап. يسرى مارديني, рођена 5. марта 1998) је сиријска бивша пливачица и избеглица из грађанског рата у Сирији.

## Биографија

### Лични живот
Рођена је 5. марта 1998. у Дамаску. Породична кућа јој је уништена у грађанском рату у Сирији. Заједно са сестром Саром је побегла у августу 2015, првобитно у Либан, а затим у Турску где су требале да буду прокријумчарене у Грчку чамцем са још осамнаест миграната, иако је чамац био намењен за шест до седам људи. Након што је мотор престао да ради заједно са двоје људи и сестром је скочила у воду и гурала чамац више од три сата док нису стигли до Лезбоса. Потом су пешачиле кроз Европу до Немачке, где су се настаниле у Берлин, септембра 2015. Њени родитељи и млађа сестра Шахед су побегли из Сирије и данас живе у Немачкој.

### Каријера
Уз подршку Олимпијског комитета Сирије је тренирала пливање. Године 2012. је представљала Сирију на Светском првенству 2012. у дисциплинама на 200 метара мешовитим стилом, 200 метара и 400 метара слободним стилом. По доласку у Немачку је наставила да тренира са својим тренером из ВК Шпандау 04, у нади да ће се квалификовати за Олимпијске игре. Покушала је да се квалификује у пливању на 200 метара слободним стилом. Јуна 2016. је била један од десет спортиста изабраних за новоформирани олимпијски тим за избеглице. Такмичила се у дисциплинама на 100 метара на Летњим олимпијским играма 2016. Била је 41 међу 45 учесника.
Од октобра 2017. је била најновији члан тима међународних спортиста који представља спортски бренд Under Armour. Крис Бејт, генерални директор Under Armour-а у Европи, је рекао да је инспирисан њеним достигнућима и њом као особом и спортистом. Такмичила се на Летњим олимпијским играма 2020, на отварању је носила заставу избегличког олимпијског тима Међународног олимпијском комитета. У дисциплини 100 метара је постигла резултат 1:06,78 у квалификацијама и елиминисана је из наредних кола.

### Култура
Мардинијева прича је испричана у књизи Приче за лаку ноћ за мале бунтовнице, ауторке Елене Фавили и Франческе Кавало. Илустровао ју је JM Cooper, а када је објављена као подкаст испричала ју је америчка новинарка и пливачица Дајана Најад. Деклан О'рорк је написао песму Olympian као подсетник на њену причу. Своју аутобиографију Butterfly: From Refugee to Olympian - My Story of Rescue, Hope је објавила 3. маја 2018.
Филм Пливачице, у којем је приказан и Мардинијев живот, је објављен и дистрибуиран на Нетфлик новембра 2022.